# Hoschton
Hoschton – miasto w Stanach Zjednoczonych, w stanie Georgia, w hrabstwie Jackson.

## Demografia
W roku 2010 miasto zamieszkiwało 1377 osób, a gęstość zaludnienia wynosiła 218,6 osoby/km². W roku 2023 liczba mieszkańców wzrosła do 5388 osób, a gęstość zaludnienia przekroczyła 855 osób/km². Na przestrzeni zaledwie 13 lat zaludnienie Hoschton zwiększyło się prawie 4-krotnie.